# 鄭釉敏
鄭釉敏（韓語：정유민，1992年1月22日—），韓國女藝人、啦啦隊員。

## 生平
首爾出身，姊姊是知名演員鄭釉珍。大學時就讀空服員相關科系，因在學校時參加過啦啦隊活動，因此職業夢想由原本的空服員轉為啦啦隊。後來參與KT巫師的公開選拔活動「尋找Ladywiz」，最终擊敗11名参赛選手脱穎而出，2015年起在KT巫師啦啦隊開始累積人氣。2016年8月21日與姊姊鄭釉珍一同為KT巫師開球。之後又陸續至各種職業球類擔任啦啦隊。2019年晋升為啦啦隊長。2020年又重返自己的出道舞台KT巫師啦啦隊，並向球迷宣告自己的回歸。被球迷認為是可爱加上性感的代名詞，譽為希臘神话中的「阿芙蘿黛蒂」女神。曾在接受媒體採訪時公開表示「擔任啦啦隊非常開心，我甚至不惜因此而放棄空服員夢想。」
2023年11月14日宣布退役。
2024年10月8日於個人SNS公布結婚喜訊。

## 啦啦隊經歷

### 棒球之啦啦隊
| 年份                  | 隊伍名稱 | 備註  |
| --------------------- | -------- | ----- |
| 2019                  | NC恐龍   |       |
| 2015－2018 2020－2023 | KT巫師   | [ 6 ] |

### 籃球之啦啦隊
| 年份       | 隊伍名稱             | 備註       |
| ---------- | -------------------- | ---------- |
| 2014－2015 | 全州KCC宙斯          | 2014年出道 |
| 2015－2016 | 安養人參籃球俱樂部   |            |
| 2016－2019 | 龍仁三星生活Blueminx |            |
| 2016－2023 | 首爾三星Thunders     |            |
| 2019－2023 | 友利銀行信用卡Wibee  | 女子籃球隊 |

### 排球隊之啦啦隊
| 年份      | 隊伍名稱       | 備註  |
| --------- | -------------- | ----- |
| 2017-2019 | 安山OK儲蓄銀行 | [ 7 ] |

## 備註
1. ↑  .   [2024-05-13]. （原始内容存档于2024-05-13）.
2. ↑  個人SNS公開宣布求婚
3. ↑  個人SNS公開婚紗照
4. ↑  個人SNS公開結婚照

## 外部連結
- 鄭釉敏的Instagram帳戶
- YouTube上的鄭釉敏頻道